# Herne Hill
Herne Hill è un distretto nel sud di Londra, in Inghilterra, vicino a Brixton. Si trova a cavallo del confine tra i distretti di Lambeth e Southwark. La zona contiene una strada e una stazione ferroviaria omonime.

## Storia

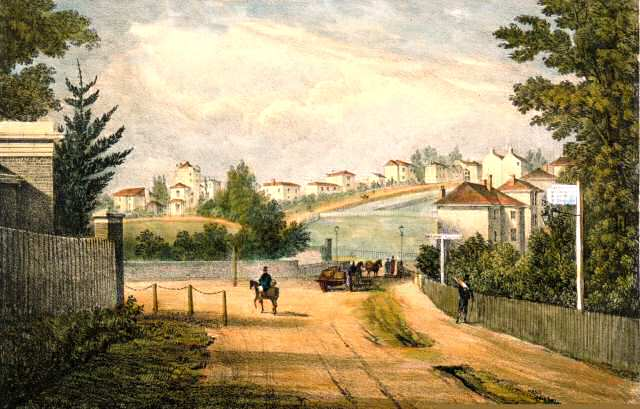
Herne Hill e Half Moon Lane nel 1823.

L'area ora conosciuta come Herne Hill faceva parte della tenuta di Milkwell, che esisteva almeno dal 1291 ed era un misto di fattorie e boschi fino alla fine del XVIII secolo. Era divisa tra le parrocchie civili di Camberwell e Lambeth. Nel 1783 un commerciante di legname, Samuel Sanders, acquistò la terra ora occupata da Denmark Hill e Herne Hill; iniziò quindi a vendere grandi appezzamenti di terreno a famiglie benestanti.
I primi riferimenti documentati al nome "Herne Hill" si trovano in due polizze assicurative antincendio emesse nel 1792; le ortografie originarie erano "Hearns" e "Herns" Hill.
Entro la metà del XIX secolo, la strada che portava dall'attuale Herne Hill Junction a Denmark Hill era fiancheggiata da grandi complessi residenziali e l'area era diventata un prospero sobborgo per la classe mercantile. (John Ruskin trascorse parte della sua infanzia in una casa a Herne Hill).
Herne Hill fu trasformata dall'arrivo della ferrovia nel 1862. L'accesso conveniente e conveniente alla stazione Victoria, alla City di Londra, al Kent e al sud-ovest di Londra incrementò la domanda di alloggi per il ceto medio; le strade con case a schiera che oggi caratterizzano la zona furono costruite nei decenni successivi all'apertura della stazione di Herne Hill e le vecchie proprietà furono interamente ricostruite.

## Punti di riferimento locali
Il quartiere contiene il parco di Brockwell, di 50.8 ettari, e su una cui collina si trova la Brockwell Hall, un monumento protetto costruito nel 1831. La sala e il terreno circostante furono aperti al pubblico nel 1891 dopo essere stati acquistati dal Consiglio della Contea di Londra.  Il parco ospita anche una piscina all'aperto costruita nel 1937 e che si affaccia su Dulwich Road.
La stazione ferroviaria di Herne Hill su Railton Road fu inaugurata nel 1862; l'edificio in mattoni, in stile neogotico, è protetto. 
Il pub Half Moon, situato su Half Moon Lane, fu costruito nel 1896 (sebbene sul sito sia esistita una taverna dal 17º secolo) ed è anch'esso un monumento protetto dal 1998.  Ha ospitato una palestra di boxe per più di cinquant'anni.
La Chiesa di San Paolo a Herne Hill fu originariamente costruita da G. Alexander nel 1843 al costo di 4958 sterline e fu ricostruita dall'architetto gotico George Edmund Street nel 1858 dopo che un incendio la rase al suolo. È oggi un monumento protetto di grado II*.

## Trasporto
Dalla stazione di Herne Hill partono treni diretti alle stazioni di Blackfriars, Farringdon, St. Pancras, Victoria e aeroporto di Luton.
La stazione della metropolitana più vicina è Brixton, sulla linea Victoria.
Il quartiere è inoltre servito da numerose linee di autobus londinesi, tra cui tre linee notturne.